# Armando Angelini

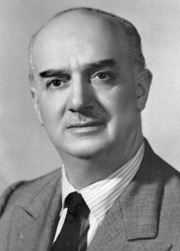
Armando Angelini

 Armando Angelini  (* 31. Dezember 1891 in Seravezza; † 17. April 1968 ebenda) war ein italienischer Politiker.
Vom 6. Juli 1955 bis zum 23. März 1960 war er Transportminister und vom 11. April 1960 bis 19. Juli 1960 Minister für die Reform der öffentlichen Verwaltung.

## Werke
- Cinque anni di politica dei trasporti, Florenz, Vallecchi, 1961
- Meno armi e meno fame nel mondo, Florenz, Olimpia, 1965
- E le cicale continueranno a cantare, Florenz, Olimpia, 1965